# Daniel Düngel

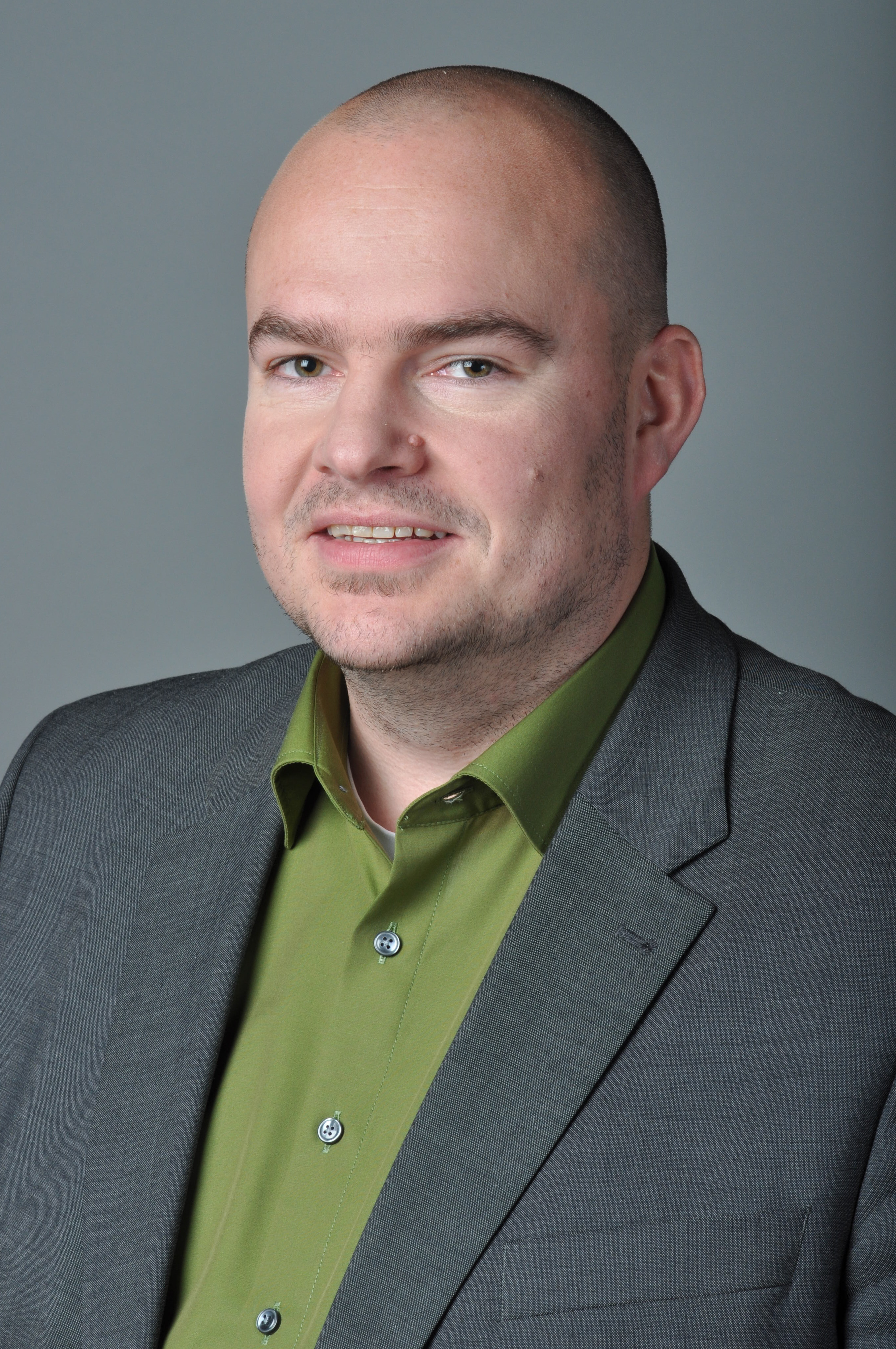
Daniel Düngel (2013)

Daniel Düngel (* 17. März 1976 in Oberhausen) ist ein deutscher Politiker der Piratenpartei. Von 2012 bis 2017 war er Mitglied des Landtages von Nordrhein-Westfalen. Er kandidierte im Bundestagswahlkreis Münster für den 19. Deutschen Bundestag. Trotz Platz 2 auf der nordrhein-westfälischen Landesliste der Piratenpartei konnte er kein Mandat erringen.

## Schullaufbahn
Düngel besuchte von 1980 bis 1984 die Bismarckschule, eine Gemeinschaftsgrundschule in Oberhausen-Alstaden. Danach wechselte er zum Novalis-Gymnasium in Oberhausen, wo er dem letzten Jahrgang vor der Zusammenlegung mit dem Heinrich-Heine-Gymnasium angehörte. 1995 legte er am letztgenannten sein Abitur ab.

## Berufslaufbahn
Von September 1995 bis 1998 absolvierte er eine Ausbildung zum Versicherungskaufmann. Noch im selben Jahr wurde er zum Jugend- und Auszubildendenvertreter gewählt. Bis Ende 1999 arbeitete Düngel im Versicherungsaußendienst, danach in der Düsseldorfer Landesgeschäftsstelle der Debeka. 2001 begann er seine berufliche Förderung innerhalb des Unternehmens als Büroleiter in der Duisburger Geschäftsstelle. Von 2002 bis 2006 gehörte Düngel dem Schulungsbereich der Landesgeschäftsstelle an. Im Rahmen seiner weiteren beruflichen Förderung leitete er als Teamleiter das Service-Center des Unternehmens in Düsseldorf, bevor er 2010 als Büroleiter die Geschäftsstelle in Mettmann übernahm. Seit seiner Wahl in den nordrhein-westfälischen Landtag im Mai 2012 ruhte sein Arbeitsverhältnis bei der Debeka bis zum Ende des Mandats. Düngel schied auf eigenen Wunsch aus dem Arbeitsverhältnis bei der Debeka aus und engagierte sich fortan in Tech-Startups. Ab 2018 baute er das Marketing beim Benefit-Anbieter Belonio auf, wo er bis heute als Head of Growth den Bereich Operations & Automations verantwortet.

## Politische Laufbahn
Seit 2009 ist Düngel Mitglied der Piratenpartei. Düngel engagierte sich vielfältig in der Piratenpartei, unter anderem im Landesschiedsgericht. Seit 2015 ist er Vorsitzender der Piratenpartei Münster. Seit Dezember 2016 ist er Pressekoordinator im Landesverband Nordrhein-Westfalen.
Bei den Landtagswahlen 2010 und 2012 trat er für das Direktmandat im Wahlkreis Oberhausen I an. Düngel erlangte am 13. Mai 2012 mit 10,9 % der Erststimmen in seinem Wahlkreis das landesweite beste Ergebnis seiner Partei. Über die Landesliste (Platz 6) gelang ihm der Einzug in den Landtag.
Auf der konstituierenden Sitzung am 31. Mai 2012 wurde er dabei zum 4. Vizepräsidenten des Landtags gewählt und war damit der erste Landtagsvizepräsident seiner Partei. Am 12. August 2014 trat er von diesem Amt zurück. Während seiner Zeit als Landtagsabgeordneter war Düngel Familien- und jugendpolitischer Sprecher seiner Fraktion und leitete zudem 2 Jahre lang die Parlamentariergruppe „USA“.
Bei der Landtagswahl am 14. Mai 2017 scheiterte die Piratenpartei an der 5%-Hürde. Auch Düngel konnte in seinem Wahlkreis Münster I lediglich 1,39 % der Stimmen erreichen und schied damit zum 1. Juni 2017 aus dem Landtag aus. Zur Bundestagswahl 2017 kandidierte Düngel erneut: von seiner Landespartei wurde er auf Platz 2 der Landesliste gewählt. Die Piratenpartei konnte aber seither nicht mehr in ein deutsches Parlament einziehen.
Er war von 2017 bis 2018 zweiter Vorsitzender der Piratenpartei in Nordrhein-Westfalen.

## Privates
Daniel Düngel ist geschieden. Er hat aus erster Ehe drei Kinder (zwei Töchter und einen Sohn). Mit seiner heutigen Partnerin hat er einen weiteren Sohn.